# Live (Angel-Bat-Dawid-Album)
Live (Eigenschreibweise LIVE) ist ein Jazzalbum von Angel Bat Dawid mit ihrer Band Tha Brothahood. Die hauptsächlich am 1. November 2019 im Haus der Berliner Festspiele während des JazzFest Berlin, der ersten Station ihrer ersten Europatournee, entstandenen Aufnahmen erschienen am 31. Oktober 2020 auf International Anthem.

## Hintergrund
Die in Chicago lebende Sängerin, Komponistin und Klarinettistin Angel Bat Dawid trat mit ihrer Band Tha Brothahood 2019 auf dem JazzFest Berlin auf; Tha Brothahood umfasst regulär Deacon Otis Cooke (Gesang, Synthesizer), Viktor Le Givens (Gesang, verschiedene Hilfsinstrumente), Xristian Espinoza (Tenorsaxophon, Schlagzeug), Norman W. Long (Elektronik, Synthesizer), Dr. Adam Zanolini (Kontrabass, Bassgitarre, Sopransaxophon, Flöte, Schlagzeug), Isaiah Collier (der sowohl Saxophon als auch Schlagzeug spielt) und Asher Simiso Gamedze (Schlagzeug) mit Angel Bat Dawid als Bandleaderin.
Angel Bat Dawid und Mitglieder der Band waren gerade auf dem Weg zum Flughafen in Chicago, um nach Europa abzureisen, als sie die Nachricht erhielten, dass Bandmitglied Viktor Le Gives ins Krankenhaus eingeliefert worden war, nachdem er auf der Straße ohnmächtig geworden war. Als er wieder zu sich kam, fehlten alle seine persönlichen Gegenstände. Als sie in Berlin ankamen, wandte sich der Bandmanager an die Produktionsmitarbeiter des JazzFest Berlin, um sie über die Situation zu informieren. Die erste Antwort lautete angeblich: „Wenn Sie keinen Ersatz finden, müssen wir Ihr Honorar senken.“ Die Ereignisse und die kalte, unsensible Reaktion auf unglückliche Situation überlagerten den anschließenden Auftritt, zu dem sich die Bandleaderin später äußerte:
„Die Show war sehr [ein] tief[es Erlebnis] und hat mir wirklich geholfen, all den Zorn und die unangenehmen Dinge, die ich fühlte, zu verarbeiten. Ich musste an all die Künstler der Vergangenheit denken, die viel mehr als je zuvor mit dieser Musikindustrie zu tun hatten. Es war eine sehr befreiende und schöne Show…. Wir haben uns den Arsch abgespielt!!“
Track 1 („Enlightenment“) wurde am 7. November 2018 am SAE Institute in Chicago mit Angel Bat Dawid, Xristian Espinoza, Norman W. Long, Dr. Adam Zanolini und Isaiah Collier aufgenommen. Die Tracks 2–12 wurden am 1. November 2019 bei den Berliner Festspielen in Berlin mit Angel Bat Dawid, Diakon Otis Cooke, Viktor Le Givens, Xristian Espinoza, Norman W. Long, Dr. Adam Zanolini und Asher Simiso Gamedze aufgenommen. Die Tonaufnahmen für den letzten Titel des Albums, „HELL“, entstanden ebenfalls am 1. November 2019 bei der Veranstaltung Beyond Individualism? - Communities & Collectives in Jazz, bei einer Podiumsdiskussion zum JazzFest Berlin im Haus der Berliner Festspiele. Es handelt sich um eine Collage von Bemerkungen, in denen Dawid sich zum Rassismus gegen Schwarze in der Welt der europäischen Jazzfestivals und in allgemeiner Art äußerte.

## Titelliste
- Angel Bat Dawid & Tha Brothahood: Live (International Anthem)

1. Enlightenment 3:22
2. Destination 2:46
3. Capetown 0:25
4. Black Family 9:38
5. What Shall I Tell My Children Who Are Black 4:59
6. London 9:58
7. We Hearby Declare the African Look 9:17
8. We Are Starzz 14:13
9. VIKTORious Return 1:04
10. Tha Wicked Shall Not Prevail 6:53
11. Melo Deez from Heab'N 4:42
12. Dr. Wattz n' em 8:14
13. Hell 3:31

## Rezeption
Andy Cush schrieb in Pitchfork Media, in Live sprenge Dawid die Grenzen ihrer Rolle als Jazz-Bandleaderin und verwandle sie in eine suggestive und multivalente Art von Performancekunst. So verwickle sie ihr Publikum häufig - manchmal als Mitverschwörer, manchmal als Antagonisten. Während die Studioversion von „Black Family“ fast mechanistisch wirke, mit Loop-Drums und pochendem Subbass, sei sie auf Live geschmeidig und funky, mit ausgelassenem Solo über einem ominösen Vamp mit zwei Akkorden. In den atemberaubenden letzten Minuten bittet Dawid ihre Zuhörer, gemeinsam mit ihr den Refrain zu liefern: „Die schwarze Familie ist die stärkste Institution der Welt.“ Die Rhythmusgruppe sammelt Kraft, notierte Cush, „aber die deutsche Menge lehnt es offensichtlich ab, Dawid zu verpflichten. Wiederum ist ein Klischee von Live-Konzerten und -Aufnahmen - das kathartische singalong des Publikums  - plötzlich mit rassistischen und politischen Implikationen behaftet, Konflikte, die Dawid untrennbar mit der Musik selbst macht.“ So schreie, ermahne, fordere, predige, bettle sie, und scheine sogar zu weinen, so der Autor: „Es wird meinem Volk wirklich helfen. Es ist so einfach. Kannst du es einfach mit mir sagen?“ In solchen Momenten scheine Dawid die ungebremste Improvisation des Free Jazz als Leitfaden für alle Aspekte ihrer Performance zu nehmen. Dawids Nutzung der Bühne als Kanzel auf dem Album mache es einem weißen Hörer von Natur aus schwer, sich einfach in der Musik zu verlieren, und zwinge uns, Rassismus und seine Auswirkungen in jeder Note zu gegenwärtigen. Für schwarze Hörer biete Dawid vielleicht eine andere Botschaft, die in den Titel eingebettet ist, nicht als Beschreibung, sondern als Imperativ: lebe.
In ihrem Konzertbericht notierte Alison Bentley, ähnlich wie bei Nina Simone habe das tiefe Vibrato von Angel Bat Dawids Stimme Schmerz in ihrem Ton. Auch von der AACM beeinflusst, habe sie von der Rolle gesprochen, die Musik in der Bürgerrechtsbewegung spiele und die sie in der Gesellschaft noch spielen müsse. „Die sechsköpfige Brothahood war weniger eine Band als eine musikalische Familie, die das Publikum anzog - sie standen so nah wie möglich an der Bühne und wurden von der musikalischen Energie und dem Gefühl der Freiheit mitgerissen. Kraftvolle Grooves wechselten von Afro-Latin und Blues zu Dubstep, während Julian Otis und Viktor Le Givens harmonierten, rappten und tanzten. Angel tanzte durch das Publikum, spielte Klarinette und improvisierte frei auf der Tastatur. In ihrem Gesang gab es auch einen Predigertonfall: ‚Du kannst Dinge ändern ... wir leuchten so hell’.“